# Dictatura proletariatului
În filozofia marxistă, dictatura proletariatului este o condiție în care proletariatul deține puterea în stat. Dictatura proletariatului este stadiul intermediar între economia capitalistă și economia comunistă, în care statul post-revoluționar pune stăpânire pe mijloacele de producție, forțează organizarea de alegeri directe în numele și în limitele partidului proletar de stat aflat la putere și instituie delegați aleși în consilii muncitorești reprezentative care naționalizează mijloacele de producție din proprietate privată și le trece în proprietate colectivă. În această fază, structura organizatorică administrativă a partidului va fi determinată în mare măsură de necesitatea ca acesta să guverneze cu fermitate și să exercite puterea de stat pentru a preveni contrarevoluția și pentru ca să faciliteze tranziția către o societate comunistă durabilă.
Alți termeni utilizați în mod obișnuit pentru a descrie dictatura proletariatului includ stat socialist. Statul proletar, statul proletar democratic, dictatura revoluționară a proletariatului și dictatura democratică a proletariatului. În filozofia marxistă, termenul de dictatura burgheziei este antonimul dictaturii proletariatului.

## Abordări teoretice
Revoluționarul socialist Joseph Weydemeyer⁠(d) a inventat termenul dictatura proletariatului, pe care Karl Marx și Friedrich Engels l-au adoptat în filozofia lor. Termenul dictatură indică controlul deplin al mijloacelor de producție de către aparatul de stat. Engels a considerat Comuna din Paris (1871), care a controlat capitala timp de două luni înainte de a fi suprimată, un exemplu de dictatură a proletariatului. Există mai multe tendințe politice populare pentru această gândire politică, toate acestea considerând că statul va fi păstrat după revoluție pentru capacitățile sale de aplicare a legii:
- Marxism-leninismul este o interpretare a marxismului de către Vladimir Ilici Lenin și succesorii săi[10][11]. Marxism-leninismul urmărește să organizeze un partid de avangardă care să conducă o revoltă proletară pentru a prelua puterea statului, a economiei, a mass-mediei și a serviciilor sociale (universități, sănătate etc.), în numele proletariatului și pentru a construi un stat socialist cu un partid unic, care să reprezinte o dictatură a proletariatului. Dictatura proletariatului urmează să fie guvernată prin centralismul democratic, pe care Lenin l-a descris ca fiind „diversitate în discuție, unitate în acțiune”. Marxism-leninismul constituie ideologia oficială a partidelor aflate la putere în China, Cuba, Laos și Vietnam și a fost ideologia oficială a Partidul Comunist al Uniunii Sovietice de la sfârșitul anilor 1920, iar mai târziu a celorlalte partide aflate la putere care au alcătuit blocul răsăritean.
- Marxiștii libertarieni critică marxismul-leninismul pentru diferențele percepute față de marxismul ortodox, opunându-se principiului leninist al centralismului democratic și interpretării marxist-leniniste a avangardismului politic. Alături de troțkiști, ei se opun, de asemenea, utilizării unui stat cu un singur partid, pe care îl consideră ca fiind inerent nedemocratic. Cu toate acestea, spre deosebire de troțkiști, marxiștii libertarieni nu sunt bolșevici și nu subscriu la centralismul democratic. Rosa Luxemburg, o teoreticiană marxistă, a subliniat rolul partidului de avangardă ca reprezentant al întregii clase[12][13] și dictatura proletariatului ca guvernare a întregului proletariat, caracterizând dictatura proletariatului ca fiind un concept menit să extindă democrația mai degrabă decât să o reducă - spre deosebire de guvernarea minoritară din dictatura burgheziei[14].

În lucrarea Drumul către servitute'] (1944), economistul școlii economice austriece  Friedrich Hayek scria că dictatura proletariatului ar distruge probabil libertatea personală la fel de complet precum o autocrație. 
Comisia Europeană a Drepturilor Omului a constatat că instaurarea dictaturii proletariatului este incompatibilă cu Convenția Europeană a Drepturilor Omului în cazul Partidul Comunist German contra Republica Federală Germania (1957).

### Karl Marx
În timp ce Karl Marx nu a scris prea mult despre natura dictaturii proletariatului, Manifestul comunist (1848) afirma: „Comuniștilor le repugnă să-și ascundă vederile și intențiile. Ei declară fățiș că țelurile lor pot fi atinse numai prin doborârea violentă a întregii orânduirii sociale de până acum..
Scriind despre Revoluția Maghiară din 1848, Marx a notat că „nu există decât un singur mijloc de a scurta, a simplifica și a localiza cumplitele chinuri ale agoniei vechii societăți și sângeroasele dureri de facere ale celei noi, că nu există decât n singur mijloc : teroarea revoluționară”
La 1 ianuarie 1852, jurnalistul comunist Joseph Weydemeyer a publicat un articol intitulat „Dictatura proletariatului” în ziarul de limbă germană Turn-Zeitung, în care scria că „este destul de clar că nu poate fi vorba aici de tranziții treptate, pașnice” și amintea exemplele lui Oliver Cromwell (Anglia) și Comitetul Salvării Publice (Franța) ca exemple de „dictatură” și, respectiv, de „terorism” (necesare pentru a răsturna burghezia) În același an, Marx i-a scris, afirmând: „Cu mult înaintea mea, istoricii burghezi au descris evoluția istorică a acestei lupte între clase, la fel cum economiștii burghezi au descris anatomia lor economică. Contribuția mea a fost (1) să arăt că existența claselor este legată doar de anumite faze istorice în dezvoltarea producției; (2) că lupta de clasă duce în mod necesar la dictatura proletariatului; [și] (3) că această dictatură, în sine, nu constituie decât o tranziție spre abolirea tuturor claselor și spre o societate fără clase".
Marx i-a scris pe 5 martie 1852 lui Weydemeyer: „Cu mult înaintea mea unii istoriografi burghezi au expus dezvoltarea istorică a acestei lupte de clasă, iar economiștii burghezi au arătat anatomia economică a claselor. Ceea ce am făcut eu nou a fost că am dovedit 1) că existența claselor este legată numai de anumite faze istorice de dezvoltare a producției; 2) că lupta de clasă duce în mod necesar la dictatura proletariatului; 3) că această dictatură însăși constituie numai trecerea la desființarea tuturor claselor și la o societate fără clase.”.
Marx și-a dezvoltat ideile despre dictatura proletariatului în scurta sa lucrare din 1875, Critica programului de la Gotha, o critică și un atac dur la adresa principiilor expuse în programul Partidului Muncitoresc German (predecesorul Partidul Social Democrat din Germania). Programul prezenta o cale moderată gradualistă⁠(d), reformistă⁠(d) și  evoluiționistă spre socialism, în opoziție cu abordarea violentă socialismului revoluționar a  marxiștilor ortodocși. Ca urmare, aceștia din urmă au acuzat programul Gotha ca fiind „revizionist” și ineficient. Cu toate acestea, el a admis posibilitatea unei tranziții pașnice în unele țări cu structuri instituționale democratice puternice (cum ar fi cazul Marii Britanii, al Olandei și al Statelor Unite), sugerând totuși că, în alte țări în care muncitorii nu-și pot „atinge scopul prin mijloace pașnice”, „pârghia revoluției noastre trebuie să fie forța", pe baza principiului că muncitorii au „dreptul de a se revolta dacă li se refuză exprimarea politică”
Marx a afirmat că, într-o societate condusă de proletari, statul ar trebui să controleze „venit provenit din muncă” (adică toate alimentele și produsele produse) și să ia din ele ceea ce este „o necesitate economică”, și anume suficient pentru „înlocuirea mijloacelor de producție consumate”, o „o parte suplimentară pentru extinderea producției” și „un fond de rezervă sau de asigurare” care să fie folosite în situații de urgență, cum ar fi dezastrele naturale. În plus, el credea că statul ar trebui să ia apoi suficient pentru a acoperi „cheltuielile generale de administrație, care nu țin direct de producție”, fonduri pentru funcționarea serviciilor publice și fonduri pentru cei care sunt fizic incapabili să muncească. După ce din „veniturile provenite din muncă” s-a luat suficient pentru a acoperi toate aceste lucruri, Marx credea că ceea ce a rămas ar trebui împărțit între muncitori, fiecare individ primind bunuri în valoare echivalentă cu cât de multă muncă a investit. În acest mod meritocratic, acei lucrători care au depus mai multă muncă și au muncit mai mult vor primi mai mult din veniturile muncii colective decât cei care nu au muncit la fel de mult. În Critica programului de la Gotha, el a remarcat că „neajunsuri sunt inevitabile în prima fază a societății comuniste, în forma în care s-a născut, după îndelungate dureri ale facerii, din societatea capitalistă”, conținând astfel încă elemente capitaliste. 
În concluzie, concepția lui Marx despre dictatura proletariatului implica experimente politice axate pe desființarea puterii de stat și pe dispersarea funcțiilor acesteia în rândul muncitorilor.

### Friedrich Engels
Forța și violența au jucat un rol important în viziunea lui Friedrich Engels despre revoluție și guvernarea proletariatului. În 1877, polemizând cu Eugen Dühring⁠(d), Engels a ridiculizat rezervele acestuia față de folosirea forței, afirmând: „Pentru d-l Dühring violența este răul absolut, primul act de violență este pentru el păcatul originar, toată expunerea sa este o lamentare împotriva contaminării întregii istorii de până acum cu acest păcat originar, împotriva denaturării rușinoase a tuturor legilor naturii și a legilor sociale de către această putere diabolică, violența. Că violența joacă în istorie și un alt rol, și anume unul revoluționar, că ea este, așa cum spune Marx, moașa oricărei societăți vechi care poartă în pântecele ei o societate nouă, că ea este instrumentul cu ajutorul căruia mișcarea socială își croiește drum sfărâmând formele politice închistate și perimate”.
În postfața din 1891 la lucrarea lui karl Marx Războiul civil din Franța, Engels a declarat următoarele: „Ei bine, domnii mei, vreți să știți cum arată această dictatură? Priviți Comuna din Paris. Aceasta a fost dictatura proletariatului”.. Pentru evitarea corupției politice, Engels a afirmat următoarele: „Comuna a folosit două mijloace infailibile. În primul rând, ea a încredințat toate funcțiile administrative, judecătorești, didactice unor persoane care erau alese pe baza principiului eligibilității și puteau fi revocate în orice moment de către cei care le-au ales. În al doilea rând, orice funcție — superioară sau inferioară era retribuită cu același salariu pe care-l primeau și ceilalți muncitori. Salariul maxim pe care îl plătea în genere Comuna era de 6.000 de franci. În felul acesta erau pe de-a-ntregul stăvilite carierismul și arivismul, chiar făcând abstracție de mandatele imperative ale delegaților în corpurile reprezentative, introduse, în plus, de către Comună” . Deși mulți dintre revoluționarii Comunei din Paris erau anarhiști și „socialiști antiautoritari”, Engels i-a criticat pe socialiștii antiautoritari în același an, remarcând: „O revoluție este, fără îndoială, lucrul cel mai autoritar posibil. Revoluția este actul prin care o parte din populație impune voința ei celeilalte părți cu ajutorul puștilor, baionetelor și tunurilor, deci cu ajutorul celor mai autoritare mijloace; iar dacă partidul victorios nu vrea ca lupta lui să fi fost zadarnică, trebuie să-și mențină dominația prin frica pe care armele sale o inspiră reacționarilor. S-ar fi menținut Comuna din Paris măcar o singură zi dacă ea nu ar fi recurs împotriva burgheziei la această autoritate a poporului înarmat?”. Atenția lui Marx față de Comuna din Paris a plasat-o pe aceasta în centrul formelor marxiste ulterioare. Această afirmație a fost scrisă în "Adresă a Comitetului Central către Liga Comunistă", care este atribuită lui Marx și Engels: „Ei [muncitorii] trebuie să acționeze în așa fel, încât agitația revoluționară nemijlocită să nu fie înăbușită imediat după victorie. Ei trebuie, dimpotrivă, să o întrețină cât mai mult posibil. Ei nu numai că nu trebuie să se opună așa-ziselor excese, acțiunilor de răzbunare a poporului împotriva indivizilor pe care îi urăște sau împotriva clădirilor publice de care se leagă numai amintiri odioase, ei trebuie nu numai să tolereze aceste acțiuni, dar să și ia în mână conducerea lor. În timpul luptei și după luptă, muncitorii trebuie să formuleze cu fiecare prilej, alături de revendicările democraților burghezi, propriile lor revendicări”

### Vladimir Lenin
În secolul al XX-lea, Vladimir Ilici Lenin a dezvoltat propria sa variantă a marxismului, cunoscută sub numele de leninism - adaptarea marxismului la condițiile socioeconomice și politice din Imperiul Rus (1721-1917). Acest corp de teorie a devenit ulterior ideologie oficială a unor state comuniste. Lenin a scris că conceptul marxist de dictatură înseamnă că o întreagă clasă socială deține controlul politic și economic în cadrul unui sistem democratic. Lenin a pledat pentru distrugerea fundamentelor statului burghez și înlocuirea acestuia cu ceea ce David Priestland a descris ca fiind o dictatură „ultrademocratică” a proletariatului, bazată pe sistemul Comunei din Paris.
Statul și revoluția (1917) discută în mod explicit implementarea practică a „dictaturii proletariatului” prin intermediul revoluției violente. Lenin neagă orice interpretări reformiste ale marxismului, cum ar fi cele ale lui Eduard Bernstein și Karl Kautsky. Lenin se concentrează în special asupra sintagmei lui Engels despre „dispariția treptată a statului”, negând că aceasta s-ar putea aplica la „statul burghez” și subliniind că opera lui Engels este în mare parte un „panegiric al revoluției violente”. Pe baza acestor argumente, el îi denunță pe reformiști ca fiind „oportuniști”, reacționari și indică revoluția violentă ca fiind singura metoda de introducere a dictaturii proletariatului în concordanță cu opera lui Marx și Engels.
În Rusia imperială, modelul de guvernare al Comunei din Paris s-a concretizat în soviete (consiliile muncitorilor și soldaților) înființate în timpul  Revoluției ruse din 1905, a căror sarcină revoluționară a fost „concedierea” statului capitalist (monarhic) pentru instaurarea socialismului - dictatura proletariatului - etapa premergătoare a comunismului. În Rusia, mișcarea bolșevică (descrisă de Lenin drept „avangarda proletariatului”) a ridicat la putere sovietele în Revoluția din Octombrie din 1917. Pe tot parcursul anului 1917, Lenin a susținut că Guvernul provizoriu rus nu reprezenta interesele proletariatului, deoarece, în opinia sa, acesta reprezenta dictatura burgheziei. El susținea că, deoarece amânau continuu alegerile democratice, negau importanța sovietelor constituite în mod democratic precum și faptul că toate promisiunile făcute de partidele burgheze liberale înainte de Revoluția din februarie rămăseseră neîndeplinite, sovietele trebuiau să preia singure puterea.

#### Guvernul proletariatului

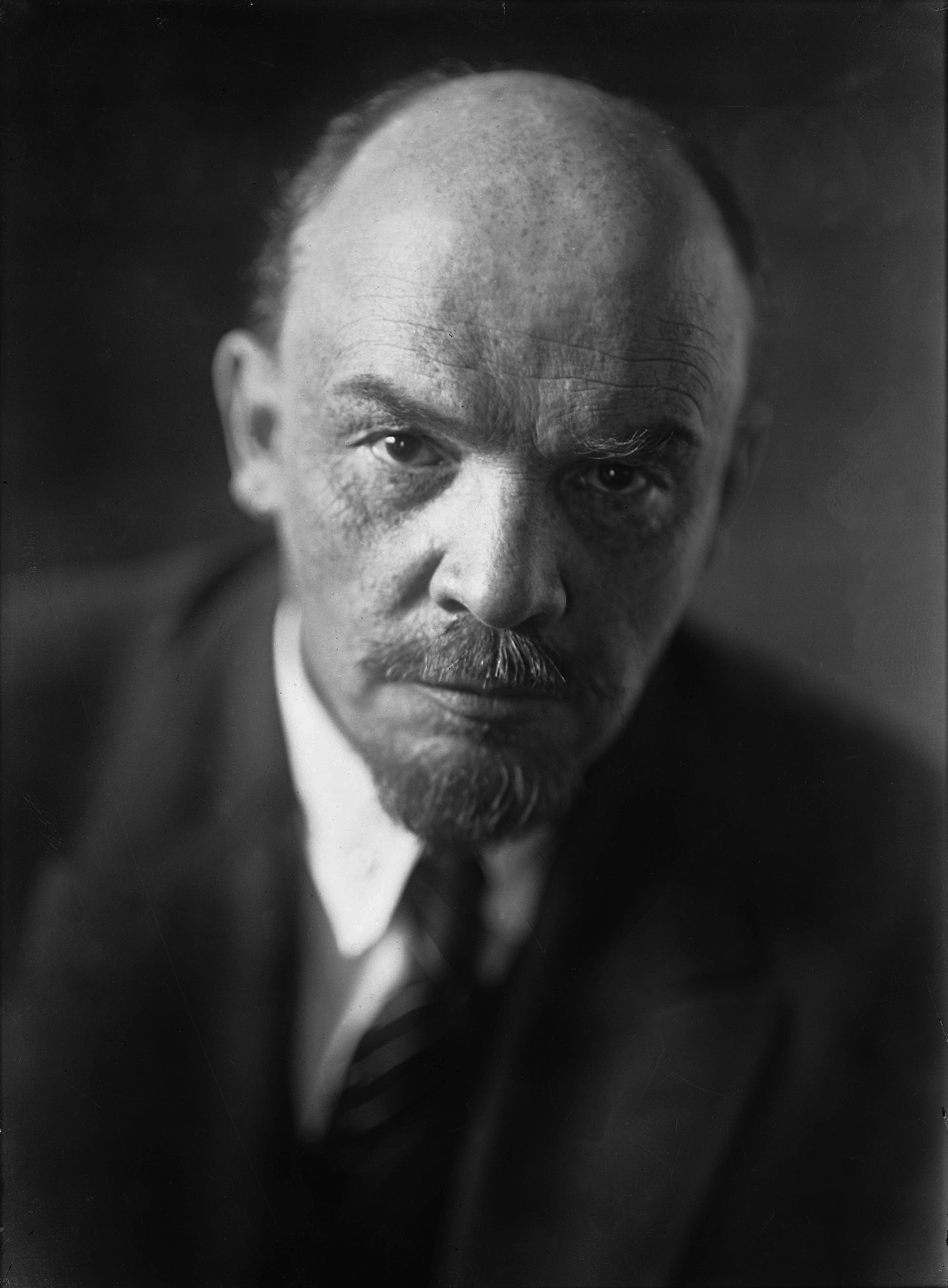
V. I. Lenin în 1920

Lenin susținea că, într-o țară subdezvoltată precum Rusia, clasa capitalistă va rămâne o amenințare chiar și după o revoluție socialistă de succes. În consecință, el a pledat pentru reprimarea acelor elemente ale clasei capitaliste care au luat armele împotriva noului guvern sovietic, scriind că, atâta timp cât vor exista clase, va trebui să existe un stat pentru a exercita dominația democratică a unei clase (în opinia sa, proletariatul) asupra celeilalte (capitaliștii). Lenin scria că „dictatura nu înseamnă neapărat suprimarea democrației pentru clasa care exercita aceasta dictatura asupra altor clase, dar înseamnă neapărat suprimarea democrației (sau o extrem de substanțială limitare a ei, ceea ce este tot o forma de suprimare) pentru clasa asupra căreia sau împotriva căreia se exercita dictatura”. După Primul Război Mondial, Karl Kautsky a devenit un critic al Revoluției bolșevice și a fost denunțat de Lenin ca fiind un „renegat”.
Folosirea violenței, a terorii și a conducerii unui singur partid comunist a fost criticată de alți marxiști, printre care Karl Kautsky și Rosa Luxemburg,, dar și Anarho-comuniștii precum Piotr Kropotkin. La începutul anilor 1930, mișcările socialiste care nu susțineau linia partidului bolșevic au fost condamnate și numite Social-fascism⁠(d) de către Internaționala Comunistă.
Democrația sovietică a acordat drept de vot majorității populației care a ales sovietele locale, sovietele regionale și așa mai departe până la alegerea Sovietul Suprem al Uniunii Sovietice. Capitaliștii au fost lipsiți de drepturi în modelul sovietic rusesc. Cu toate acestea, potrivit lui Lenin, într-o țară dezvoltată, ar fi posibil să se renunțe la lipsirea de drepturi a capitaliștilor în cadrul dictaturii democratice a proletariatului, deoarece proletariatul ar dispune de o majoritate covârșitoare. Bolșevicii din 1917–1924 nu au pretins că au realizat o societate comunistă. În contrast, preambulul la Constituția sovietică din 1977 („Constituția Brejnev”), a afirmat că Revoluția din 1917 a instituit dictatura proletariatului ca „o societate a adevăratei democrații” și că „scopul suprem al statului sovietic este construirea unei societăți comuniste fără clase, în care să existe o autoguvernare publică comunistă”.

#### Interzicerea partidelor și facțiunilor de opoziție
În timpul Războiului Civil Rus (1918–1922), toate partidele majore de opoziție au ales o formă de luptă împotriva noului guvern sovietic: au organizat forțe militare antibolșevice, au organizat sabotaje, au coaborat cu țariștii care pierduseră puterea sau au organizat tentative de asasinat împotriva lui Lenin și a altor lideri bolșevici. Când partidele de opoziție, cum ar fi cadeții și Menșevicii au fost aleși democratic în sovietele din unele zone, acestea au salutat intervenția țaristă și a forțe militare străine. Într-un incident din Baku, armata britanică, odată invitată să ocupe orașul, a permis executarea membrilor Partidului Bolșevic (care demisionaseră din sovietul local când nu au reușit împiedice chemare trupelor britanice din Persia). Drept urmare, bolșevicii au interzis fiecare partid de opoziție atunci când acesta s-a întors împotriva guvernului sovietic. În unele cazuri, interdicțiile au fost ridicate. Această interzicere a partidelor nu a avut același caracter represiv precum interdicțiile ulterioare din timpul lui Stalin.
Pe plan intern, criticii lui Lenin au susținut că o astfel de suprimare politică a fost întotdeauna planul său. Susținătorii au susținut că război civil reacționar al Mișcării Alber sponsorizată de străini o impunea – având în vedere tentativa eșuată de asasinare a lui Lenin de către Fania Kaplan din 30 august 1918 și asasinarea lui Moisei Urițki din aceeași zi. După 1919, Sovietele au încetat să mai funcționeze ca organe de guvernare democratică, deoarece foametea indusă de rechizițiile forțate de cereale⁠(d) a dus la golirea Sovietelor de oamenii de rând. Jumătate din populația Moscovei și o treime din cea a Petrogradului au fugit până în acest moment în mediul rural pentru a găsi hrană, iar viața politică s-a oprit..
Bolșevicii au început să se teamă că, în condițiile absenței participării maselor la viața politică și a interzicerii partidelor de opoziție, forțele contrarevoluționare se vor exprima în cadrul Partidului Bolșevic însuși. Existau unele dovezi conform cărora foști membri ai partidelor de opoziție s-au înscris ca membri bolșevici imediat după încheierea războiului civil. În ciuda principiului centralismului democratic din Partidul Bolșevic, facțiunile interne au fost interzise. Aceasta a fost considerată o măsură extremă și nu se încadra în doctrina marxistă. Interdicția a rămas până la dizolvarea Uniunii Sovietice în 1991. În 1921, în Rusia existau încă dezbateri interne dinamice și libertate de opinie, iar începuturile cenzurii și ale represiunii politice în masă nu apăruseră încă. Facțiunea Opoziției Muncitorești a continuat să funcționeze, deși a fost dizolvată nominal. Dezbaterile Partidului Comunist al Uniunii Sovietice au continuat să fie publicate până în 1923.

### Uniunea Sovietică după Stalin
La al XXII-lea Congres al Partidului Comunist al Uniunii Sovietice, Nikita Hrușciov a declarat transformarea „dictaturii proletariatului” în „stat al tuturor cetățenilor|.

### China
La înființarea sa, Republica Populară Chineză a luat forma unei  dictaturi democratice populare(p74). Aceasta însemna o democrație pentru poporul revoluționar (văzut ca marea majoritate a populației) și măsurile coercitive implicite în „dictatură” pentru contrarevoluționari(pp74-75). Această formă de stat, care funcționa în favoarea țărănimii, proletariatului și a celor care își puteau afirma conștiința revoluționară, nu avea nicio pretenție de imparțialitate. 
În viziunea maoistă, dictatura proletariatului nu era exercitată de proletariat ca o clasă în sine, ci de cei care aveau „conștiința proletară” corectă. Convingerile și valorile care compuneau conștiința proletară maoistă necesară erau subiecte de dezbatere politică și intelectuală, supuse redefinirii de-a lungul timpului. 
Revoluția Culturală a pus sub semnul întrebării dictatura proletariatului așa cum a fost implementată anterior în socialism, în special faptul că funcțiile statului au devenit în cele din urmă apanajul oficialilor/cadrele de partid în loc să devină mai larg dispersate. Una dintre componentele majore ale Revoluției Culturale a fost o formă de politică de masă menită să pună puterea de stat în mâinile oamenilor de rând. Așa cum Mao le-a spus Gărzilor Roșii în faza de început a Revoluției Culturale, toți trebuiau „să fie preocupați de afacerile statului”. În cele din urmă, Revoluția Culturală nu a reușit să finalizeze această regândire a ceea ce ar putea fi dictatura proletariatului.

### Puncte de vedere contemporane
Teoreticianul și activistul comunist filipinez Jose Maria Sison⁠(d) descrie dictatura proletariatului ca pe o „democrație socialistă” pentru proletariat și celelalte clase exploatate, fără de care un stat proletar este incapabil să asigure democrația pentru întregul popor. Sison a scris: „În timp ce dictatura proletariatului poate suna terifiant pentru unii și poate evoca imagini de acte de violență fără discernământ, este un principiu bine stabilit al socialismului științific de a elimina baza economică a opresiunii și exploatării de clasă și de a oferi chiar și membrilor claselor exploatatoare de odinioară cea mai mare oportunitate de a se remodela și de a contribui cu ceea ce pot la progresul societății socialiste”. Conform acestei concepții, dictatura proletariatului face concesii politice și respectă interesele legitime ale sectoarelor burgheziei care se alătură revoluției, deoarece "nu s-a întâmplat niciodată ca proletariatul să urce la putere fără aliați." În schimb, „aparatele coercitive ale dictaturii de clasă se aplică asupra celor care nu au altă dorință decât să distrugă sau să submineze societatea socialistă”.